# Lubna Khalid Al Qasimi
Sheikha Lubna bint Khalid bin Sultan Al Qasimi (Dubai, 4 febbraio 1962) è una politica emiratina.

## Biografia
La signora al Qasimi è stata nominata ministro per l'economia e per la pianificazione degli Emirati Arabi Uniti, nel novembre 2004. Lubna è stata il primo ministro donna della storia degli Emirati Arabi. È un membro della famiglia leader dell'emirato di Sharja e nipote dell'emiro Sultan III bin Muhammad al-Qasimi.
Lubna si è laureata presso la Università statale della California - Chico in informatica, e ha conseguito un master in "Business Administration" presso l'American University dello Sharjah.